# Bob Dylan at Budokan
Bob Dylan at Budokan — концертний альбом американського музиканта та автора пісень Боба Ділана, виданий 23 квітня 1979 року лейблом Columbia Records.

## Про альбом
Матеріал для альбому було записано під час двох концертів туру музиканта у 1978 році (28 лютого і 1 березня); основну частину платівки складають «найкращі хіти» Ділана. Звучання пісень було радикально змінено у порівнянні із оригінальними записами, у зв'язку з чим альбом отримав негативні відгуки від музичних критиків.

## Список композицій
| Перша сторона | Перша сторона                       | Перша сторона |
| #             | Назва                               | Тривалість    |
| ------------- | ----------------------------------- | ------------- |
| 1.            | «Mr. Tambourine Man»                | 4:54          |
| 2.            | «Shelter from the Storm»            | 4:30          |
| 3.            | «Love Minus Zero/No Limit»          | 3:52          |
| 4.            | «Ballad of a Thin Man»              | 4:47          |
| 5.            | «Don't Think Twice, It's All Right» | 4:55          |

| Друга сторона | Друга сторона                           | Друга сторона |
| #             | Назва                                   | Тривалість    |
| ------------- | --------------------------------------- | ------------- |
| 1.            | «Maggie's Farm»                         | 5:06          |
| 2.            | «One More Cup of Coffee (Valley Below)» | 3:19          |
| 3.            | «Like a Rolling Stone»                  | 6:31          |
| 4.            | «I Shall Be Released»                   | 4:12          |
| 5.            | «Is Your Love in Vain?»                 | 4:02          |
| 6.            | «Going, Going, Gone»                    | 4:22          |

| Третя сторона | Третя сторона              | Третя сторона |
| #             | Назва                      | Тривалість    |
| ------------- | -------------------------- | ------------- |
| 1.            | «Blowin' in the Wind»      | 4:25          |
| 2.            | «Just Like a Woman»        | 5:03          |
| 3.            | «Oh, Sister»               | 4:44          |
| 4.            | «Simple Twist of Fate»     | 4:15          |
| 5.            | «All Along the Watchtower» | 3:20          |
| 6.            | «I Want You»               | 2:34          |

| Четверта сторона | Четверта сторона                       | Четверта сторона |
| #                | Назва                                  | Тривалість       |
| ---------------- | -------------------------------------- | ---------------- |
| 1.               | «All I Really Want to Do»              | 3:37             |
| 2.               | «Knockin' on Heaven's Door»            | 4:00             |
| 3.               | «It's Alright, Ma (I'm Only Bleeding)» | 6:04             |
| 4.               | «Forever Young»                        | 5:38             |
| 5.               | «The Times They Are a-Changin'»        | 5:31             |